# Festival de Vieilles Charrues
El Festival de la Vieilles Charrues (en francés: Festival des Vieilles Charrues) es un festival de música que se celebra todos los años a mediados de julio en la ciudad de Carhaix localizada en el oeste de la Bretaña.
Es el mayor festival de música en Francia, atrayendo más de 240 mil visitantes cada año. Este festival fue creado en 1992 en Landeleau, una pequeña aldea en Finisterre central. En aquel tiempo, a menos de 500 participantes participaron en el festival y fue más una fiesta privada. En el año siguiente, el festival recibió más de 2000 visitantes y fue el inicio de su historia de éxito. En 1995, debido a la falta de espacio en el sitio original, el festival se mudó al centro de la ciudad de Carhaix y en 1998, por la misma razón, el festival, se trasladó a un terreno en la periferia de Carhaix. Ahora el festival recibe más de 240 mil visitantes a cada año. Es el mayor festival de música rock francés.
En el festival han participado numerosos cantantes franceses (Gojira (banda),Johnny Hallyday, Charles Aznavour, Francis Cabrel, Claude Nougaro, Charles Trenet, Renaud, Julien Clerc, Noir Désir, Manu Chao, M…) e internacionales (Bruce Springsteen, Ben Harper, Deep Purple, ZZ Top, Muse, Joan Báez, R.E.M., Franz Ferdinand, James Brown, Iggy Pop & The Stooges, Lenny Kravitz, The Pixies, The Cure, Moby, Peter Gabriel, Gossip, Kings of Leon, Jamiroquai, …).

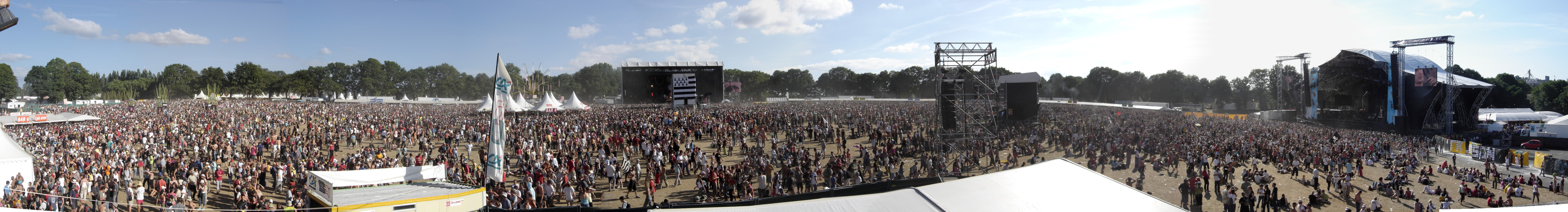
Vista panorámica del Festival 2006 de Vieilles Charrues